# Torneo Sub-20 de la Concacaf 2003
El Torneo Sub-20 de la CONCACAF 2003 fue el torneo clasificatorio de la región Norteamérica, Centroamérica y el Caribe rumbo a la Copa Mundial de Fútbol Sub-20 de 2003 a celebrarse en los Emiratos Árabes Unidos. 
Participaron 8 equipos de la región disputando 4 plazas para el mundial de la categoría en dos grupos jugados en Panamá y los Estados Unidos.

## Participantes
| Región                   | Clasificación                | Participantes         |
| ------------------------ | ---------------------------- | --------------------- |
| Caribe (CFU)             | Eliminatoria Caribeña        | Cuba Haití            |
| América Central (UNCAF)  | Eliminatoria Centroamericana | El Salvador Guatemala |
| América Central (UNCAF)  | Anfitrión                    | Panamá                |
| América del Norte (NAFU) | Anfitrión                    | Estados Unidos        |
| América del Norte (NAFU) | Clasificados Automáticamente | Canadá México         |

## Grupo A
Todos los partidos se jugaron en Ciudad de Panamá en el Estadio Rod Carew.
| # | País      | J | G | E | P | GF | GC | PTS | +/- |
| - | --------- | - | - | - | - | -- | -- | --- | --- |
| 1 | Panamá    | 3 | 3 | 0 | 0 | 5  | 1  | 9   | +4  |
| 2 | México    | 3 | 2 | 0 | 1 | 7  | 3  | 6   | +4  |
| 3 | Cuba      | 3 | 1 | 0 | 2 | 1  | 4  | 3   | -3  |
| 4 | Guatemala | 3 | 0 | 0 | 3 | 1  | 6  | 0   | -5  |

| Equipo 1  | Resultado | Equipo 2  |
| --------- | --------- | --------- |
| Cuba      | 0-2       | México    |
| Panamá    | 1-0       | Guatemala |
| Guatemala | 1-4       | México    |
| Panamá    | 2-0       | Cuba      |
| Cuba      | 1-0       | Guatemala |
| México    | 1-2       | Panamá    |

## Grupo B
Todos los partidos se jugaron en Charleston, SC.
| # | País           | J | G | E | P | GF | GC | PTS | +/- |
| - | -------------- | - | - | - | - | -- | -- | --- | --- |
| 1 | Canadá         | 3 | 2 | 1 | 0 | 5  | 2  | 7   | +3  |
| 2 | Estados Unidos | 3 | 2 | 0 | 1 | 5  | 3  | 6   | +2  |
| 3 | Haití          | 3 | 1 | 1 | 1 | 2  | 3  | 4   | -1  |
| 4 | El Salvador    | 3 | 0 | 0 | 3 | 1  | 5  | 0   | -4  |

| Equipo 1       | Resultado | Equipo 2       |
| -------------- | --------- | -------------- |
| El Salvador    | 0-2       | Canadá         |
| Haití          | 0-2       | Estados Unidos |
| Canadá         | 0-0       | Haití          |
| Estados Unidos | 1-0       | El Salvador    |
| El Salvador    | 1-2       | Haití          |
| Canadá         | 3-2       | Estados Unidos |

## Clasificados al Mundial Sub-20
| - Canadá - Estados Unidos | - México - Panamá |